# Trosia zernyi
Trosia zernyi is een vlinder uit de familie van de Megalopygidae. De wetenschappelijke naam van de soort is voor het eerst geldig gepubliceerd in 1930 door Hopp.